# NGC 5007
NGC 5007 је елиптична галаксија у сазвежђу Велики медвед која се налази на NGC листи објеката дубоког неба.
Деклинација објекта је + 62° 10' 31" а ректасцензија 13h 9m 14,2s. Привидна величина (магнитуда) објекта NGC 5007 износи 13,3 а фотографска магнитуда 14,3. NGC 5007 је још познат и под ознакама UGC 8240, MCG 10-19-42, CGCG 294-21, near SAO 15999, PGC 45605.